# Optimist
Optimist es una clase internacional de embarcación de vela ligera reconocida por la Federación Internacional de Vela y cuyo organismo rector es la International Optimist Dinghy Association (IODA). Fue diseñada por el estadounidense Clark Mills en 1947.
Está enfocada para niños de entre seis y quince años. Es un barco simple, estable, y, a la vez, competitivo. El número de unidades existentes en todo el mundo supera las 450.000, y más de 100 países están representados en la International Optimist Dinghy Association.

## Historia
El Optimist nació en Clearwater (Florida) en agosto de 1947. En aquella zona había nacido unos años antes el Snipe y todos los niños aspiraban a navegar de tripulantes en Snipe, hasta que el mayor Clifford A. McKay, recién vuelto a casa tras la Segunda Guerra Mundial, se percató de que su hijo de 12 años, tripulante en la flota local de Snipes, utilizaba una caja de jabón como auto de carrera con sus amigos. Clifford le pidió al diseñador de barcos local, Clark Mills, que intentase convertir aquello en un barco lo más barato posible. Mills diseñó el Optimist y Clifford McKay Jr, el hijo del mayor McKay, fue el primer navegante de Optimist de la historia. Al poco tiempo, la flota del Club de Yates de Clearwater pasó a tener 28 unidades.
Tras expandirse por Florida, primero, y por Escandinavia y el resto del mundo después, en los años 1960, la clase fue aceptada como clase internacional por la Federación Internacional de Vela en 1995.

## Características
Es el único velero aprobado por la Federación Internacional de Vela para menores de 16 años, por su particular forma y su reducido tamaño que hace de él un barco idóneo para los navegantes más jóvenes.
Su estructura rectangular hace que sea muy poco hidrodinámico, en el interior del barco encontramos a los laterales dos flotadores que permiten que el barco no se hunda al tumbarse (cuando el barco se da vuelta), y uno en popa, en el centro está la caja de la orza, donde se coloca la orza, que se realiza en madera (contrachapado o laminado), resina o fibra de vidrio (el más usado), al igual que el timón; el timón se coloca en el centro de la popa y cuenta con una caña y una extensión para facilitar su manejo al que se lo denomina como prolongador y una pala, para poder dar la dirección. En la proa se encuentra la fogonadura donde se coloca el mástil, teniendo de base la carlinga. El mástil, junto con la botavara y el pico sujetan la vela. Generalmente se porta también un balde llamado 'achicador' para poder vaciar el agua que pueda entrar en el barco.